# Werbky (obwód połtawski)
Werbky (ukr. Вербки) – wieś na Ukrainie, w obwodzie połtawskim, w rejonie krzemieńczuckim. W 2001 liczyła 566 mieszkańców, spośród których 550 wskazało jako ojczysty język ukraiński, 13 rosyjski, 1 mołdawski, 2 białoruski, a 1 ormiański.